# سيندي لوبر
سندي لوبر (بالإنجليزية: Cyndi Lauper) هي مغنية أمريكية ولدت في 22 يونيو عام 1953 في حي بروكلين ب نيويورك .

## روابط خارجية
- سيندي لوبر على موقع IMDb (الإنجليزية)
- سيندي لوبر على موقع ميتاكريتيك (الإنجليزية)
- سيندي لوبر على موقع الموسوعة البريطانية (الإنجليزية)
- سيندي لوبر على موقع روتن توميتوز (الإنجليزية)
- سيندي لوبر على موقع قاعدة بيانات الأفلام العربية
- سيندي لوبر على موقع ألو سيني (الفرنسية)
- سيندي لوبر على موقع ميوزك برينز (الإنجليزية)
- سيندي لوبر على موقع رولينغ ستون (الإنجليزية)
- سيندي لوبر على موقع تيرنر كلاسيك موفيز (الإنجليزية)
- سيندي لوبر على موقع أول موفي (الإنجليزية)
- سيندي لوبر على موقع CageMatch worker (الإنجليزية)
- سيندي لوبر على موقع قاعدة بيانات المصارعة على الإنترنت (الإنجليزية)
- سيندي لوبر على موقع عالم المصارعة على الإنترنت (الإنجليزية)
- سيندي لوبر على موقع عالم المصارعة على الإنترنت (الإنجليزية)